# 폰차 해전 (1552년)
폰차 해전은 1552년 이탈리아 폰차섬 인근에서 벌어진 해전이다. 드라구트가 지휘하는 프랑스-오스만 연합함대와 안드레아 도리아가 지휘하는 제노바 함대가 충돌하면서 벌어졌다.
전투 결과 제노바 함대가 패배하였고 프랑스-오스만 연합군은 7척의 갤리선을 노획하였다. 이 전투로 인해 오스만 함대는 향후 3년 동안 시칠리아, 사르데냐, 기타 이탈리아 연안의 습격이 용이해지는 결과를 낳았다.

## 전개
오스만 함대는 1551년~1559년 이탈리아 전쟁에서 프랑스 앙리 2세와 신성로마제국 카를 5세가 충돌할 당시 쉴레이만 대제가 서부 지중해로 파견한 갤리선 100척으로 구성됐다. 여기에 프랑스 대사 가브리엘 드 뤼에츠 다라몽이 지휘하는 프랑스 갤리선 3척이 동행하였다. 다라몽은 이스탄불에서 오스만군과 함께 출항하여 이탈리아 남부 칼라브리아 연안을 따라 습격을 거듭하다가 레조 시를 점령하는 데 성공했다.
제노바 함대는 안드레아 도리아가 지휘하는 갤리선 40척으로 구성됐다. 제노바 함대의 갤리선 가운데 20척은 안드레아 도리아 개인 소유였으며, 6척은 안토니오 도리아, 2척은 모나코 그리말디 가문의 소유였다.
1552년 8월 5일 이탈리아 본토의 폰차섬과 테라치나섬 사이의 연안에서 양측 함대의 충돌이 벌어졌다. 전투 결과 프랑스-오스만 연합함대의 승리로 끝났으며, 오스만군은 제노바 병사들을 가득 실은 갤리석 7척을 노획하는 데 성공하였다.
승전을 거둔 프랑스-오스만 함대는 1552년 8월 13일 마요르카에 입성했다. 프랑스 측이 함대를 서쪽으로 이동해 스페인 본토로 나아가자고 압력하였으나 오스만 제국은 이를 반대하였는데, 사령관의 개인적인 이유나 페르시아와의 계속되는 전쟁이 원인인 것으로 추정된다.

## 여파
폰차 해전의 승리로 오스만 제국은 향후 3년 동안 시칠리아, 사르데냐, 이탈리아 연안을 공격할 수 있는 여건을 마련하였다. 전투를 치른 오스만 함대는 그리스 히오스섬로 귀환하여 겨울을 보냈고, 그곳에서 라가르드 남작이 이끄는 프랑스 함대와 합류하여 이듬해 1553년 코르시카 침공 준비에 나서게 된다.
1560년 안드레아 도리아의 조카인 조반니 안드레아 도리아는 제르바섬 해전에서 오스만측 제독 드라구트의 함대를 무찌르기 위한 시도에 나섰으나 패배하였다. 드라구트는 북부 지중해 연안을 계속해서 습격하다가 5년 후 세상을 떠났다.

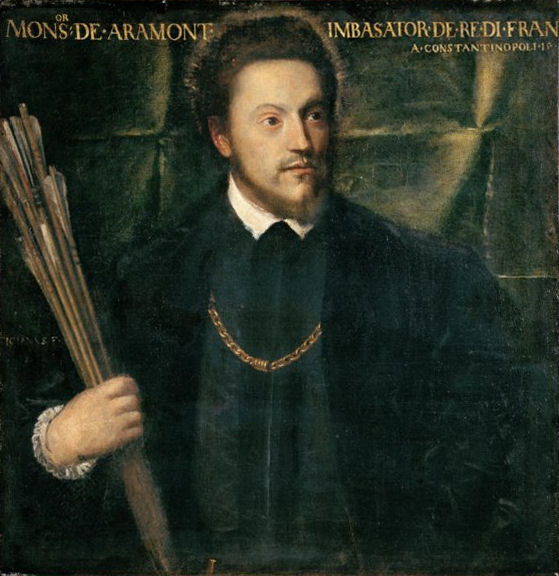
오스만 드라구트 함대에 3척의 갤리선을 대동했던 프랑스 대사 가브리엘 드 뤼에츠 다라몽

## 같이 보기
- 프랑스-오스만 동맹